# Rodelinghem
Rodelinghem là một xã trong tỉnh Pas-de-Calais, vùng Hauts-de-France, Pháp.

## Địa lý
Rodelinghem có cự ly khoảng 8 miles (13 km) về phía nam Calais, trên đường D228.

## Dân số
| 1962                                                              | 1968 | 1975 | 1982 | 1990 | 1999 | 2006 |
| ----------------------------------------------------------------- | ---- | ---- | ---- | ---- | ---- | ---- |
| 222                                                               | 234  | 229  | 288  | 373  | 393  | 512  |
| Số liệu điều tra dân số tính từ năm 1962, dân số chỉ tính một lần |      |      |      |      |      |      |

## Địa điểm nổi bật
- Nhà thờ St.Michel, thế kỷ 17.